# Real Montecassino
Real Montecassino är en ort i Mexiko.   Den ligger i kommunen Huitzilac och delstaten Morelos, i den sydöstra delen av landet, 50 km söder om huvudstaden Mexico City. Real Montecassino ligger 2 294 meter över havet och antalet invånare är 364.
Terrängen runt Real Montecassino är varierad, och sluttar söderut. Runt Real Montecassino är det mycket tätbefolkat, med 1 463 invånare per kvadratkilometer. Närmaste större samhälle är Cuernavaca, 9,5 km söder om Real Montecassino. I omgivningarna runt Real Montecassino växer huvudsakligen savannskog.